# Полуострвска операција
Полуострвска операција (енгл. Peninsula campaign), од 8. марта до 1. јула 1862, неуспели покушај снага Уније на источном ратишту (на реци Потомак) да заузму Ричмонд амфибијским десантом и обухватним маневром са истока (преко полуострва Вирџинија, између река Јорк и Џејмс) и тако заврше Амерички грађански рат. Операција је кулминирала поразом бројно надмоћних северњачких снага у седмодневној бици за Ричмонд (26. јуна-1. јула 1862) и њиховим повлачењем. Генерал Ли искористио је победу да предузме офанзиву у северној Вирџинији.

## Позадина
Пораз на Бул Рану (21. јула 1861) запрепастио је и отрезнио Вашингтон. Од‌једном је постало јасно да ће рат трајати дуго. Конгрес је одмах одобрио Линколну 500.000 људи на три године и 500 милиона долара. Забринутост која је настала у главном граду за сопствену сигурност није била оправдана, пошто јужњачке снаге нису биле кадре да форсирају Потомак. Тако је на источном ратишту наступила дужа оперативна пауза све до пролећа 1862. За новог команданта армије Уније на Потомаку постављен је већ 22. јула Џорџ Меклелен, који се истакао својим успесима на Западу, а 1. новембра, када је 75-огодишњи Винфилд Скот стављен у пензију, постао је и командант свих армија САД у својој тридесетпетој години. Имао је Линколнову подршку и времена да прикупља и организује војску Уније.
За то време - у току лета, јесени и зиме 1861. ратовало се мањим акцијама у Мисурију, Кентакију, Мериленду, Делаверу, у западној Вирџинији и на полуострву Јорктаун. Веће операције су отпочеле у фебруару 1862. у сливу Мисисипија. Од новембра на страни Севера ту командује генерал Хенри Хелек са штабом у Сент Луису. Стециште река Охајо, Тенеси и Камберленд држи генерал Јулисиз Грант, а пругу Луисвил-Манфордсвил генерал Бјуел. На страни Југа, А. С. Џонстон и Пјер Борегар држе линију од железничке пруге Суисвил-Нешвил до Коламбуса на Мисисипију. Они су најјачи у центру где се истичу форови Хенри и Донелсон. Грант их заузима до 16. фебруара. Затим, Грант и Бјуел отимају Нешвил, главни град Тенесија. Сва се армија А. С. Џонстона (око 45.000) затим прикупила у логору код Коринта. Код Шајлоа 6. и 7. априла долази до судара између Џонстонових и Грантових снага (40.000), ојачаних Бјуеловом претходницом. Ова битка тактички је остала нерешена па су је, као обично, обе стране прогласиле својом победом. У ствари, унионисти су претрпели веће губитке, али то није задржало надирање њихових надмоћних снага. Конфедералисти се повлаче на југ. У међувремену је унионистички адмирал Ферагат форсирао ушће Мисисипија и заузео Њу Орлеанс. Власт Севера над Мисисипијем прекидала је само тврђава Виксбург.
Код Вашингтона Мек Клелен никако да буде готов за операције. Јавно мнење почело је да губи стрпљење. Линколн и Стентон (од јануара секретар за рат) га оправдано подстичу на акцију. На махове се они уплићу и у ствари које спадају у несумњиву кемпетенцију команданта армије на Потомаку и команданта армија САД. Меклелен се опирао, прецењујући јачину непријатеља. Најзад је Линколн 31. јануара 1862. наредио Меклелену да заузме железничку раскрсницу Менесес. Сматрајући да је противник сувише јак на томе правцу и да је добро утврђен, Меклелен је предложио обухватни маневар, амфибијским десантом низ Потомак и залив Чесепик на Ричмонд преко полуострва Вирџинија. Линколн то прихвата крајем фебруара.

## Супротстављене снаге
У медувремену, 22. фебруара, на саветовању у Ричмонду је одлучено да се Џонстон са Потомака повуче на десну обалу Репехенока, чим то стање путева буде допустило. Стварно, пред Вашингтоном је однос снага за Конфедерацију био врло неповољан:  50.000 према 120.000. Повлачење је отпочело 9. марта. Главнина се прикупила код Гордонсвила, а предњи делови су остали код Калпипера. Изненађени Меклелен је 10. марта кренуо за противником. У току марша саопштено му је да је ослобођен функције команданта армија САД, да би се могао посветити армији Потомака. Функцију главног команданта оставио је Линколн непопуњену. Управу над операцијама преузео је сам уз помоћ Стентона, а за војног саветника узео је старог генерала Хичкока са 40 година војне службе. На Линколново наређење од 8. марта трупе код Вашингтона реорганизоване су у 5 корпуса: четири (1. Мек Доуел, 2. Самнер, 3. Хенцелмен, 4. Кис) образовала су армију Потомака под Меклеленовом командом, а Пети (Бенкс) штитио је горњи Потомак. Истим наређењем образована је посебна команда за одбрану Вашингтона, под генералом Водсвортом. Мек Клеленова армија је средином марта је код Александрије била спремна за транспорт: у свему 11 пешадијских дивизија од 8.000 до 10.000 људи, 6.000 регуларних трупа пешака и коњаника, 350 топова, укупно око 120.000. У последњем тренутку Линколн је задржао 1. корпус за обезбеђење Вашингтона, јер је Водсворт имао само 13.000 недисциплинованих људи.

## Операције
Превожење је почело 16. марта и трајеало 15 дана.  Прикупљено је 400 бродова на пару и једра који су превезли 109.000 људи, 15.000 грла стоке и 44 батерије од Александрије до тврђаве Монро (80 миља) на јужном рту полуострва Вирџинија, коју се још увек налазила под контролом Уније.  Из тврђаве Монро, где му је била база, Меклелен је почео операције 4. априла, споро и бојажљиво. Стално је прецењивао непријатеља који је пред њим био неупоредиво слабији. Задржао се готово месец дана око опсаде Јорктауна док Џ. И. Џонстон, који је ту преузео команду, није неометано одступио на Виљамсбург. Одавде одбачен 5. маја, повукао се Џонстон на Ричмонд. Меклелен је избио на реку Чикехомини, око 15 километара од престонице Југа. Линколн намерава да упути Мек Доуела из Фредериксбурга на Ричмонд. Одустаје у последњем тренутку због изненадног напада Томаса Џексона 23. маја на Бенкса у долини Шенандое. Мек Клелен је још увек имао довољно снага да заузме Ричмонд, али је оклевао. После нерешене битке код Севн Пајнса, 31. маја-1. јуна, настала је дуга пауза од скоро месец дана, што никако није одмор. Трупе исцрпљује тесан додир под сталном кишом усред  мочваре. Најзад се Меклелен решио да крене на Ричмонд, корак по корак. На супротној страни Ли, који је заменио рањеног Џонстона, упада у његову позадину у садејству са Џексоном који је привучен из долине Шенандое. То доводи 25. јуна-1. јула 1862. до Седмодневне битке, која се завршава Меклеленовим повлачењем на Херисонс Лендинг и губитком од близу 16.000 људи. Ли је изгубио 20.000, али је запленио много материјала са 52 топа и 31.000 пушака.

## Последице
Спектакуларан неуспех обухватног маневра у који је уложено толико људи, материјала и нада, узбунио је јавно мнење Севера. Линколн је био принуђен да војне операције поново повери професионалном војнику. Одабрао је Хелека коме су приписани успеси на Западу. Њега је 11. јула поставио за команданта свих копнених снага САД. На Западу Хелека је заменио Грант. Меклелена је потчинио Поупу, такође генералу који се истакао на Западу. коме је поверио нову армију Потомака, састављену од Бенксових, Мек Доуелових и других неких трупа са Запада.,